# 马库斯·约翰松
马库斯·约翰松（瑞典語：Marcus Johansson，1990年10月6日—），瑞典男子冰球运动员。他曾代表瑞典国家队参加2014年冬季奥林匹克运动会冰球比赛，获得一枚银牌。